# Joe Bizera
Joe Émerson Bizera Bastos (Artigas, 17 mei 1980) is een Uruguayaanse voetballer die speelde voor Peñarol en voor Cagliari in Italië. Per 25 januari 2008 werd hij tot het einde van het seizoen verhuurd aan het Israëlische Maccabi Tel Aviv. Sinds 2011 speelt hij voor Maccabi Petah-Tikva. Hij staat bekend als een lange, sterke harde verdediger.

## Interlandcarrière
Namens Uruguay deed hij mee aan het wereldkampioenschap voetbal 2002. Hij maakte zijn debuut voor de nationale ploeg op vrijdag 13 juli 2001 in de Copa América-wedstrijd tegen Bolivia, die met 1-0 werd gewonnen door Uruguay door een doelpunt van Javier Chevantón. Andere debutanten namens de Celeste in dat duel waren Pablo Lima (Danubio FC), Diego Pérez (Defensor Sporting Club), Jorge Anchén (Danubio FC), Sebastián Eguren (Montevideo Wanderers), Javier Chevantón (Danubio FC), Carlos Morales (Deportivo Toluca) en Richard Morales (Club Nacional).